# David Bautz
David Bautz (Den Haag, 3 juni 1884 – Voorburg, 12 maart 1955) was een Nederlands etser, schilder en academiedocent.

## Leven en werk
Bautz was een zoon van ambtenaar Johan Carel Bautz en Jacoba Kraamer. Hij werd opgeleid aan de Academie van Beeldende Kunsten in Den Haag, als leerling van Frits Jansen. Hij schilderde en etste landschappen, portretten en stillevens en werd in zijn werk beïnvloed door Willem van Konijnenburg. Bautz was lid van de Haagse Kunstkring en de Pulchri Studio. Zijn werk was onder andere te zien tijdens solo-exposities bij kunsthandel De Protector in Rotterdam (1912, 1914-1915), bij kunsthandel Everts in Rotterdam (1923) en postuum bij het Genootschap Kunstliefde in Utrecht (1956). Hij werd beloond met de Vigeliusprijs (1908), de grote zilveren medaille van de prins der Nederlanden op de tentoonstelling van Levende Meesters in Arnhem (1909), de kleine gouden medaille op de Internationale Kunsttentoonstelling in München (1913) en een gouden medaille op de Panama-Pacific International Exposition in San Francisco (1915).
Bautz gaf privélessen en was vanaf 1923 als docent verbonden aan de Academie van Beeldende Kunsten en Technische Wetenschappen in Rotterdam. Tot zijn leerlingen behoorden Piet van Boxel, Mies Callenfels-Carsten, Wim Chabot, Stien Eelsingh, Anton Geerlings, Jopie Goudriaan, Jan van Heel, Riemko Holtrop, Marius de Leeuw, Piet te Lintum, Kees Timmer, Fiep Westendorp en Jan Wijsbroek.
David Bautz overleed op 70-jarige leeftijd en werd begraven op Nieuw Eykenduynen.

## Enkele werken
- ca. 1894-1918 Boerin met een schoof hooi aan een stok over de schouder, krijttekening, collectie Rijksmuseum Amsterdam
- ca. 1910 Portret van Bernard Canter, schilderij, collectie Literatuurmuseum, Den Haag
- 1918 Rivierlandschap, potloodtekening, collectie Rijksmuseum Amsterdam

- Biografisch Portaal: 29913330
- Digitale Bibliotheek voor de Nederlandse Letteren: baut011
- International Standard Name Identifier: 0000 0003 9353 0942
- Nederlandse Thesaurus van Auteursnamen: 069923957
- RKD-Nederlands Instituut voor Kunstgeschiedenis: 5195
- Virtual International Authority File: 287876855
- WorldCat: E39PBJycTFRJX4Ktkmv3y6y8G3